# Hebius craspedogaster
Hebius craspedogaster är en ormart som beskrevs av Boulenger 1899. Hebius craspedogaster ingår i släktet Hebius och familjen snokar. Inga underarter finns listade i Catalogue of Life.
Arten förekommer i södra och sydöstra Kina samt i Vietnam. Honor lägger ägg.